# Sirena Deep
Sirena Deep är världens näst djupaste plats i världshavet efter Marianergraven som inte ligger långt ifrån denna plats. Den ligger inom Guams territorium (USA). Det ligger i den södra delen av Guam, 160 km söder om huvudstaden Hagåtña. Sirena Deep upptäcktes 1997. Det maximala djupet ligger 10 732 m under havsytan.